# 賈三策 (霑化)
賈三策（？年—？年），字昌言，號韋吾，山東济南府霑化縣（今山东滨州市沾化区）人。明朝政治人物，萬曆進士。

## 生平
萬曆二十八年（1600年）庚子科山東鄉試舉人，四十一年（1613年）癸丑科三甲一百五十一名進士。刑部觀政，四十二年授直隸廣平縣知縣，立保甲，治盗寇，政绩突出。萬曆四十三年（1615年）調任直隸成安縣知縣。任內曾修《成安縣志》。泰昌元年十月考选，授试御史，天啓元年闰二月补贵州道御史，曾陈《山东旱蝗疏》，并得谕旨，命辅臣议行。本年养病。

## 家族
曾祖賈隆。祖父賈民獻，義官。父賈光前，增生。